# Hypervitaminóza
Hypervitaminóza (předávkování nebo otrava vitamíny) je onemocnění způsobené přílišným množstvím vitamínů nahromaděných v organismu. Týká se především vitamínů rozpustných v tucích (A, D, E, K), které jsou ukládány v játrech a tělesném tuku a jejichž dlouhodobá nadměrná koncentrace může způsobit např. toxicitu jater. Vitamíny rozpustné ve vodě tělo nepřechovává a jejich aktuální přebytek je vyloučen ledvinami, proto se u nich hypervitaminóza projevuje jen minimálně.
Vysoké dávky vitamínu A, vysoká dávka a pomalé rozpouštění vitamínu B3, a velmi vysoké dávky samostatného vitamínu B6 (např. ne v rámci B-komplexu) jsou někdy spojovány s vedlejšími účinky, které obvykle rychle vymizí po snížení nebo přerušení požívání daných vitamínů.
Pro vitamín B6 ve všeobecnosti platí, že dávky 2-10 g denně mohou vést k neurologickým poruchám.
Vitamín C má ve velkých dávkách výrazné projímavé účinky. Podle zjištění Roberta F. Cathcarta se tyto vyskytovaly u zdravých osob, které přijímaly denně 5-20 gramů vitamínu C rozdělených do několika dávek, ačkoli někteří vážně nemocní lidé mohli užívat 100-200 gramů bez projevů předávkování. To nicméně neznamená, že by nadměrný příjem nemohl být škodlivý. Doporučená denní dávka vitamínu C je podle Evropského úřadu pro bezpečnost potravin (EFSA) 90 mg pro dospělého zdravého muže a 80 mg pro dospělou zdravou ženu.
Název konkrétního typu hypervitaminózy je vytvořen přidáním přívlastku, který je shodný s přebývajícím vitamínem (např. hypervitaminóza K apod.).
Hypervitaminóza A je toxická a způsobuje praskání a krvácení rtů a podrážděnost. Zvlášť nebezpečná je u těhotných žen, u nichž může způsobit poruchy vývoje plodu, a u malých dětí.
Hypervitaminóza D způsobuje odvápnění měkkých tkání, narušení správného růstu a poškození ledvin.
Hypervitaminóza E způsobuje přechodné žaludeční potíže a průjmy.